# Mario Little
Mario Deantwan Little (Chicago, Illinois; 29 de diciembre de 1987) es un jugador de baloncesto estadounidense que pertenece a la plantilla de los Trotamundos de Carabobo de la Superliga Profesional de Baloncesto de Venezuela. Con 1,98 metros de estatura, juega en la posición de escolta y alero.

## Trayectoria

### Etapa universitaria
Little jugó dos temporadas en la NJCAA como miembro del Chipola College Indians. Su actuación allí le sirvió para recibir una beca de la Universidad de Kansas, que lo incorporó a los Jayhawks, uno de los programas de formación de baloncestistas más importantes de los Estados Unidos. Allí jugaría la temporada 2008-09 como júnior y la 2010-11 como senior, habiendo sido designado como redshirt en la temporada 2009-10. 

### Etapa profesional
Su primera experiencia como jugador profesional fue en el BC Dnipro-Azot de Ucrania. Luego de ello retornó a su país para jugar dos temporadas con los Tulsa 66ers de la NBA Development League. 
En mayo de 2014 se convirtió en uno de los tres extranjeros de los Cañeros del Este en la Liga Nacional de Baloncesto de República Dominicana, dónde promedió 14.9 puntos, 3.3 rebotes y 3.8 asistencias en los 12 partidos que disputó de la fase regular. Luego de ello participaría de la NBA Summer League en Orlando, Florida, como miembro del Oklahoma City Thunder.
Aunque recibió varias ofertas de clubes de la Liga Endesa de España, Little decidió continuar en la NBA Development League con su antiguo equipo, ahora rebautizado como Oklahoma City Blue para ser explícita su filiación con el Oklahoma City Thunder. Promedió 13.4 puntos, 3.8 rebotes y 3 asistencias en 22 partidos. 
En marzo de 2015 el Bàsquet Manresa lo contrató para intentar salvar al equipo del descenso. Unos meses después, en agosto de ese año, Little migró a Corea del Sur con la intención de sumarse a la plantilla del Anyang KGC en reemplazo de su compatriota Frank Robinson. El jugador pasaría los siguientes dos años en el país del Extremo Oriente, compitiendo en distintos clubes de la KBL -también tuvo un breve paso por el TNT KaTropa de la PBA de Filipinas.
Little fue fichado por los Trotamundos de Carabobo de la Superliga Profesional de Baloncesto de Venezuela en marzo de 2023.